# Piper gracile
Piper gracile är en pepparväxtart som beskrevs av Ruiz & Pav.. Piper gracile ingår i släktet Piper och familjen pepparväxter. Inga underarter finns listade i Catalogue of Life.